# Roulettes
Les Roulettes sont la formation de patrouille acrobatique de la Royal Australian Air Force, la force aérienne australienne. Volant sur Pilatus PC-21 depuis 2019, elle effectue environ 150 présentations en vol par an, en Australie et dans les pays amis du sud-est asiatique. Les Roulettes font partie de l'École centrale de vol de la RAAF (Central Flying School (CFS)) et est basée à la RAAF Base East Sale, au Victoria.
L'École a formé sa première équipe de voltige en 1962, les Red Sales, en utilisant des avions à réaction militaires De Havilland Vampire, puis l'a fait disparaitre avant de la reformer pour une courte période sous le nom de Telstars en 1962 puis, pendant deux mois seulement, en 1968 cette fois, en utilisant des avions d’entrainement avancé Aermacchi MB-326.
En 1970, les Roulettes ont été reformés pour célébrer le 50e anniversaire de la RAAF et sont devenus une équipe permanente depuis lors. Au départ, elle était équipés de quatre Macchis, puis de cinq en 1974 et de sept en 1981, avant une réduction des coûts qui a réduit l'équipe à cinq en 1982.
Vers la fin des années 1980, les heures de vol ont dû être réduites parce que les avions de la patrouille présentaient des problèmes prématurés de fatigue du métal et on a étudié un type d'avion de remplacement. En 1989, les nouveaux avions d’entrainement Pilatus PC-9A ont commencé à arriver et les MB-326 ont eu des vols très limités, les Roulettes ayant volé juste une seule paire de fois sur les Macchis.
Les Roulettes ont utilisé le nouveau type d'avion fin 1989 et sont arrivés à la composition actuelle, utilisant six PC-9 jusqu'en 2019, plus un de rechange. Les avions sont peints en rouge vif, blanc et bleu ce qui est la marque du groupe. La RAAF a depuis lors adopté ces couleurs pour l'ensemble de ses PC-9 d'entrainement, à l'exception des PC-9 de l’Aircraft Research and Development Unit RAAF et des forces aériennes d'appui des forces terrestres,
ce qui permet à un avion d'être incorporé ou sorti de la patrouille pour harmoniser les heures de vol de la flotte en ajoutant un peu de peinture avec le grand R symbole de la patrouille peint sur la queue.
Il y a sept pilotes dans la patrouille et obtenir une nomination dans l'équipe est une distinction rare. Tous les membres sont des instructeurs de vol hautement qualifiés, sauf pour le septième, le commentateur et pilote chargé de convoyer l'appareil de rechange. De temps en temps, le commandant d'une escadre opérationnelle de la RAAF recommande un pilote pour les fonctions d'instructeur soit pour l'école de pilotage de base à Tamworth, en Nouvelle-Galles du Sud ou à la No. 2 Flying Training School (en) (2FTS) à la base aérienne de Pearce, en Australie-Occidentale. Suivant leur progression à travers les niveaux de formation d'instructeur, certains de ces pilotes sont ensuite affectés à l'École centrale de vol, où ils forment les instructeurs de vol.
Pour les 21 instructeurs seniors de l'école, le commandant de l'école et le chef de la patrouille offrent aux personnes sélectionnées une possibilité de faire partie des Roulettes. L'équipe est organisée en « saisons », qui durent six mois, la plupart des membres servant dans l'équipe pendant trois saisons avant de passer à d'autres fonctions.
En 2019 les Roulettes change de monture et passe sur Pilatus PC-21, remplaçant les PC-9A utilisés depuis 1989.